# Gloria Izaguirre

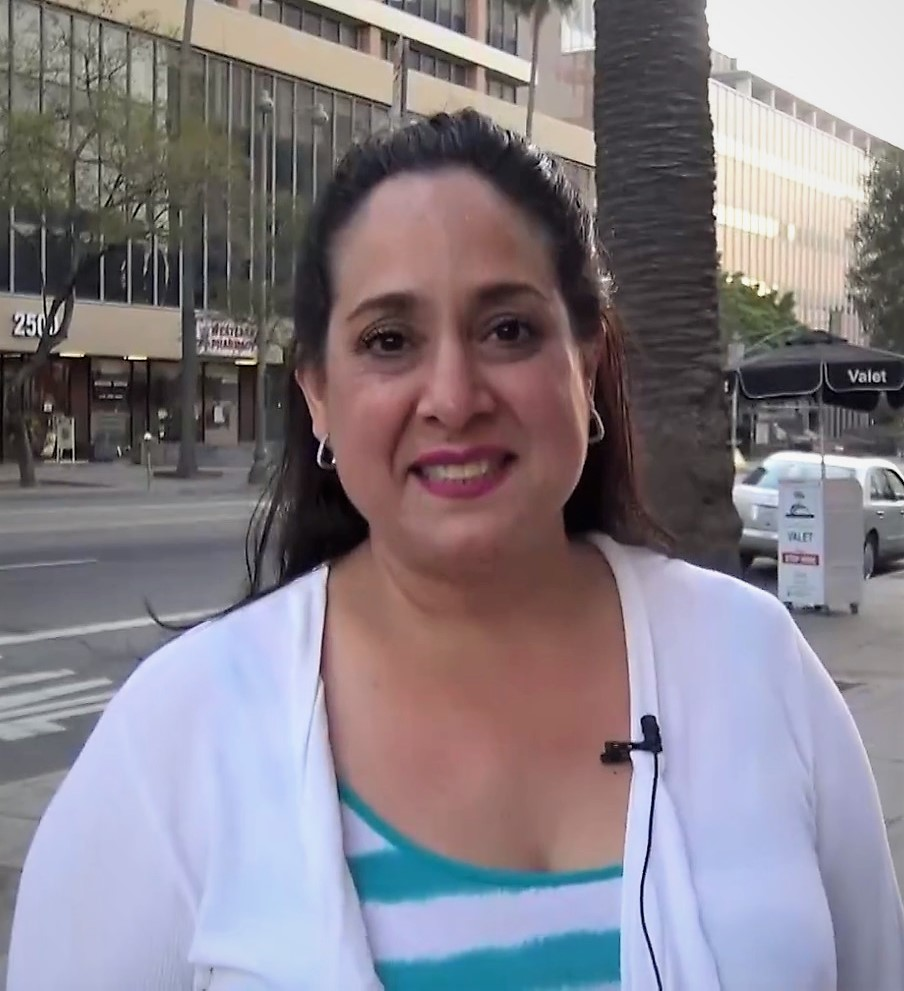
Gloria Izaguirre

Gloria Izaguirre (Cidade do México, 15 de agosto de 1966) é uma atriz mexicana.

## Trabalhos na televisão
- El color de la pasión (2014)... Teresa (tere)
- Una familia con suerte (2011) .... Yesenia
- Atrévete a soñar' (2010) .... Petra
- Adictos' (2009) .... Federica
- ¿Y ahora qué hago? (2007/2008) .... Mamá Adal
- Lola...Érase una vez! (2007) .... Macrina Vicenta Torres
- La fea más bella (2006) .... Juanita
- Bajo El mismo techo (2005)  .... Professora
- El juego de la vida (2002/2003).... Professora Maura
- Todo se vale (1999)  .... comediante
- Que vivan los muertos (1998) .... Rachel Morales Billán
- Rencor apasionado (1998) .... Cholita
- Mujer, casos de la vida real (1997/2007)
- Sentimentos anejos (1996) .... Samy
- María la del Barrio (1995) .... Marsela
- Aqui espantan (1993)  .... Usmaila
- Valentina (1993) .... Rosita
- Carrussel de las Américas (1992) .... Ximena
- Cicatrices d'alma (1986) .... Corina
- Chiquilladas (1985) .... Laura